# Гулбутта
Гулбутта́ (тадж. Гулбутта) — село в Таджикистане, ближний пригород столицы Таджикистана — города Душанбе, с которым граничит. Входит в состав джамоата Чимтеппа — одной из сельских общин района Рудаки, относящегося к районам республиканского подчинения.
В переводе с таджикского языка название села означает «цветочный куст».

## География
Село расположено в центральной части Душанбинской агломерации в Гиссарской долине на западном берегу реки Кафирниган. Часть села граничит с южной окраиной Фирдавси — одного из районов Душанбе, где работает значительное количество жителей Гулбутты. Расстояние по прямой до центра района Рудаки посёлка Сомониён составляет около 5 километров.
В марте 2020 года было объявлено, что территория Гулбутты вместе с селом Чимтеппа и другими населёнными пунктами одноимённого джамоата в ближней округе Душанбе в скором времени войдёт в состав расширяющейся столицы.